# SOS Noronha
Pour plus de détails, voir Fiche technique et Distribution.
SOS Noronha est un film d'aventure français de Georges Rouquier sorti en 1957.
Le film se déroule sur l'île brésilienne de Fernando de Noronha, en plein Atlantique, où il y a une petite base servant d'escale aux hydravions de l'Aéropostale, mais aussi un pénitencier brésilien, où vient d'éclater une révolte qui menace la survie de quelques Français coupés du monde.

## Synopsis
En 1930, sur l’île de Noronha, à quatre cents kilomètres des côtes du Brésil se trouve une station de radio française pour guider les avions de l'Aéropostale qui franchissent l'Atlantique vers Dakar, au Sénégal. Une nuit, Frédéric Coulibaud (Jean Marais), le chef de la station, découvre qu'un de ses opérateurs radio a été poignardé, que les émetteurs sont hors service et que le téléphone a été coupé. En revanche, la station reçoit toujours des messages qui lui apprennent qu'une révolution a éclaté au Brésil. Il est urgent de rétablir les liaisons radio car, ce jour-là, Jean Mermoz doit tenter pour la cinquante-troisième fois d'effectuer la liaison aéropostale Natal-Dakar à bord de son hydravion Latécoère 28.
Au pénitencier de l’île, les prisonniers politiques ont entraîné les « droits communs » à se révolter. Une mutinerie a éclaté. Les forçats déchaînés se sont rendus maîtres d’une grande partie de l’île. Tandis que Coulibaud s'emploie fébrilement à réparer les émetteurs, ses camarades Mastic (Daniel Ivernel) le mécanicien, Froment (Yves Massard) le météorologue et les opérateurs brésiliens Pratinho (José Lewgoy) et Miguel (Ruy Guerra), armés de fusils et de revolvers, se préparent à défendre la station coûte que coûte. Miguel, envoyé en reconnaissance, reviendra, exténué, avec des nouvelles alarmantes : les forçats se sont emparés d'un dépôt d'armes et de munitions.
Le gouverneur brésilien de Noronha (Mario Bernardi), sa femme, prostrée, et sa fille Vanja (Vanja Orico), ont fui la ville de San Fernando et se sont réfugiés à la station autour de laquelle une barricade est élevée. Les nouvelles de Mermoz sont mauvaises. Forcé d’amerrir, il lance un SOS de détresse. Coulibaud et son équipe doivent tenir pour renseigner Dakar, Paris, Natal et rester en liaison avec les bateaux patrouilleurs. Et c'est seulement lorsque le navire « Marseille » aura sauvé Mermoz que Coulibaud lancera son « S.O.S. Noronha » en vue de l'évacuation de l'île, conscient qu'il ne pourra pas contenir l'assaut imminent des insurgés. Dans la nuit, un bateau anglais prend à son bord les assiégés tandis que la station est mise à sac par les forçats.
Trois mois plus tard, Coulibaud, Froment et Mastic reviennent sur l’île de Noronha pour remettre la station en service.

## Fiche technique
- Titre : SOS Noronha
- Réalisation : Georges Rouquier, assisté de Jacques Demy, Ruy Guerra et Bernard Toublanc-Michel
- Scénario : Pierre Boileau, Thomas Narcejac et Georges Rouquier d'après un roman de Pierre Viré
- Décors : Eugène Piérac
- Photographie : Henri Decaë
- Son : Jean-Claude Marchetti
- Montage : Germaine Artus
- Musique : Jean-Jacques Grünenwald et José Padilla
- Production : André Halley des Fontaines
- Sociétés de production : Union générale cinématographique, Jolly Film, Pallas Film
- Société de distribution : Union générale cinématographique
- Pays d'origine :  France
- Langue : français
- Format : Couleur  - 35 mm - Son mono
- Durée : 100 minutes
- Genre : film d'aventure
- Date de sortie : 
  - France : 21 juin 1957

## Distribution
- Jean Marais : Frédéric Coulibaud
- Yves Massard : Froment
- José Lewgoy : Pratinho
- Daniel Ivernel : Mastic
- Mario Bernardi : le gouverneur
- Ruy Guerra : Miguel
- Vanja Orico : Vanja
- Altit : Santaremi
- Alina de Lima : La femme du gouverneur

## Autour du film
- Grand réalisateur de documentaire, comme le célèbre Farrebique, aux accents lyriques et poétiques, Georges Rouquier, personnage atypique dans le cinéma français, ne réalisa que deux longs métrages de fiction. Le premier en 1954, Sang et Lumières, sur le monde de la corrida, avec Daniel Gélin et le second en 1957, S.O.S. Noronha. Rouquier a filmé cette histoire réelle dans un style proche du documentaire. L'impression d'authenticité est saisissante. Ce huis clos ne bénéficia pas d'un grand budget, mais la réalisation, celle d'un passionné, parvint à faire ressentir la tension liée aux évènements. Un beau film simple et captivant avec des images superbes. Un film à découvrir.

- Dans sa biographie de Jean Marais, Gilles Durieux[1]dit : «S.O.S. Noronha, écrit par le fameux tandem Boileau et Narcejac, lorgnait vers le film d'aviation dont le cinéma américain, Howard Hawks en particulier, avait fait un genre en soi, en soulignant l'héroïsme quotidien des pilotes ordinaires. Dans S.O.S. Noronha, les héros "ordinaires" étaient de simples radios ou météorologues chargés de guider le grand Mermoz dans l'une de ses tentatives de traversée de l'Atlantique, de Natal - au Brésil - à Dakar, sur la côte africaine. Afin de corser l'affaire, mais aussi rendre hommage au professionnalisme de ces techniciens de base, les scénaristes avaient imaginé que sur la petite île brésilienne (Noronha) où était installée la station de l'Aéropostale, une révolte de forçats venait d'éclater. Une terrible révolte qui compliqua fortement le sauvetage de Jean Mermoz dont l'avion s'était abîmé en mer. À l'instar de certaines grandes stars du cinéma américain ayant mis leur talent au service du "film d'aviation", Jean Marais[2], en chef de poste bataillant pour remplir sa mission, semblait d'assez loin faire écho à John Garfield (Air Force) ou Cary Grant (Seuls les anges ont des ailes).»

- Traité à la manière d'un documentaire, où abondent des scènes d'action, le film apporte à Marais un beau rôle de "capitaine courageux"[3].

- Alors que l'action est censée se dérouler sur l'île de Noronha, située à quatre cents kilomètres des côtes brésiliennes, le film a bien été tourné dans une île mais à Calvi en Corse[4].

- Au cours du tournage, un homme de l'équipe est mort d'un accident de plongée, ce qui choqua profondément Jean Marais[5].

## Accueil
- Box-office France 1957 :  957 961 entrées[6]